# Вишомеж (гміна Косув-Ляцький)
Вишомеж (пол. Wyszomierz) — село в Польщі, у гміні Косув-Ляцький Соколовського повіту Мазовецького воєводства.
Населення — 44 особи (2011).
У 1975-1998 роках село належало до Седлецького воєводства.

## Демографія
Демографічна структура станом на 31 березня 2011 року:
|          | Загалом | Допрацездатний вік | Працездатний вік | Постпрацездатний вік |
| -------- | ------- | ------------------ | ---------------- | -------------------- |
| Чоловіки | 23      | 2                  | 15               | 6                    |
| Жінки    | 21      | 5                  | 9                | 7                    |
| Разом    | 44      | 7                  | 24               | 13                   |